# Twilight Imperium
Twilight Imperium ist ein Brett- und Strategiespiel des US-amerikanischen Spieleautors Christian T. Petersen, das in seiner ersten Version 1997 bei dessen Spieleverlag Fantasy Flight Games erschien und seitdem mehrfach überarbeitet und neu veröffentlicht wurde, die bislang letzte vierte Edition des Spiels erschien 2017. Das Spiel ist für zwei bis sechs Spieler ab zwölf Jahren ausgelegt und mit einer Spielzeit von etwa vier bis acht Stunden konzipiert. Die Mitspieler repräsentieren dabei verschiedene Völker, die sich im Universum ausbreiten und dabei untereinander Handel treiben, diplomatische Beziehungen unterhalten und auch Kriege austragen. Über Missionen erhalten die Spieler Siegpunkte und das Spiel endet, wenn ein Mitspieler eine vorab festgelegte Anzahl von Siegpunkten erreicht hat.

## Hintergrund und Ausstattung
Twilight Imperium ist ein strategisches Science-Fiction-Brettspiel, bei dem die Mitspieler jeweils ein Volk im Weltraum repräsentieren und dieses aufbauen, um sich mit diesem auf einem variablen Spielplan aus sechseckigen Plättchen auszubreiten, Technologien zu entwickeln und eine galaktische Flotte aufzubauen. Die Spieler müssen dabei ausgehend von einem Heimatplaneten weitere Planeten besiedeln, um Ressourcen für die weitere Entwicklung und Macht für die politischen und diplomatischen Beziehungen mit den anderen Völkern zu gewinnen. Durch Expansion, Handel, Diplomatie und auch kriegerische Auseinandersetzungen erfüllen sie Missionen und erhalten auf diese Weise Siegpunkte. Um das Spiel zu gewinnen, müssen die Spieler eine vorher festgelegte Anzahl von Siegpunkten erreichen.
Das Spielmaterial ist abhängig von der Auflage und besteht aus den für das Spielfeld genutzten sechseckigen Spielplanfeldern mit den verschiedenen Planeten und anderen Weltraumgebieten, den völkerspezifischen Spielertableaus der einzelnen Spieler, Figuren für die verschiedenen Truppen und Raumschiffe der Völker in den jeweiligen Spielerfarben, Aktions-, Missions- und Entwicklungskarten sowie Würfeln, die beim Kampf zum Einsatz kommen. In der vierten Edition besteht das Material neben der Spieleanleitung aus:
- 17 Fraktionsbögen mit jeweils einer Darstellung der Eigenschaften der jeweiligen Völker und einem speziestypischen Spielertableau,
- sechs Kommandobögen,
- 51 Systemtafeln,
- acht Strategiekarten,
- einer Siegpunktleiste,
- insgesamt 354 Einheiten in sechs Spielerfarben mit den verschiedenen Einheiten und Raumschiffen der Völker,
- acht zehnseitige Würfel,
- 59 Planetenkarten,
- 40 Auftragskarten,
- 80 Aktionskarten,
- 50 Agendakarten,
- 41 Vertragskarten,
- 271 Kommandomarkern für die sechs Fraktionen,
- 289 Kontrollmarkern für die sechs Fraktionen,
- 48 Handelswaren- und Massenproduktmarker,
- 49 Infanteriemarkern,
- 49 Jägermarkern,
- einem Sprechermarker,
- 122 Technologiekarten in sechs Sets,
- 62 Aufwertungs-Technologierkarten für Einheiten,
- zwei Wurmlochmarker der Creuss,
- einem „0“-Marker der Naalu,
- einem Hütermarker, und
- zwei Assimilatormarkern der Nekro

## Spielweise
In der grundsätzlichen Spielweise entsprechen sich die verschiedenen Auflagen von Twilight Imperium, sie unterscheiden sich vor allem in Details der einzelnen Spielelemente. Die folgende Darstellung bezieht sich auf die vierte Auflage des Spiels von 2017.

### Vorbereitungen
Zur Vorbereitung wird das Spielfeld entsprechend der Anweisungen in der Spielanleitung aufgebaut. Dafür wird das Spielfeld aus den sechseckigen Systemtafeln abhängig von der Spieleranzahl zusammengelegt, wobei für jeden Spiele eine Position für die jeweiligen Heimatplaneten reserviert wird. Der Hütermarker „6“ wird in der Mitte des Spielplans auf dem Planeten Mecatol Rex platziert. Neben dem Spielplan werden die Aktionskarten, Agendakarten, Stufe-I- und Stufe-II-Auftragskarten und die geheimen Auftragskarten als verdeckte Stapel ausgelegt, zudem werden Vorräte für Handelswaren, Infanterie- und Jägermarker gebildet. Die acht Strategiekarten werden offen im gemeinsamen Spielbereich ausgelegt. Die Siegpunktleiste wird mit der gewählten Seite nach oben neben den Spielplan gelegt und jeder Spieler platziert einen seiner Kontrollmarker auf dem Startfeld. Es wird ein Sprecher als Startspieler bestimmt, der verdeckt fünf Stufe-I-Auftragskarten oberhalb der Siegpunktleiste und fünf Stufe-II-Auftragskarten unterhalb der Siegpunktleiste auslegt. Danach werden die ersten beiden Stufe-I-Auftragskarten aufgedeckt.
Jeder Spieler wählt eine Fraktion sowie eine Spielerfarbe aus und erhält neben den Heimatplaneten, die in den Spielplan integriert werden, jeweils einen fraktionsspezifischen Fraktionsbogen, Kontroll- und Kommandomarker und jeweils zwei spezifische Technologiekarten. Hinzu kommen je ein Komplettsatz der farbigen Einheiten und Raumschiffe, ein Kommandobogen und 25 Technologiekarten. Der Kommandobogen wird jeweils unter den Fraktionsbogen gelegt, das restliche Material wird griffbereit ausgelegt. Zudem bekommt jeder Spieler die Planetenkarten, die zu den Planeten seines Heimatsystems gehören, und legt sie offen neben den Fraktionsbogen. Jeder Spieler bekommt nun die Starttechnologien und Starteinheiten, die auf der Rückseite seines Fraktionsbogens aufgeführt sind. Die Technologiekarten werden offen neben den Fraktionsbogen gelegt, die Einheiten werden im Heimatsystem platziert. Danach legt jeder Spieler drei Kommandomarker in seinen Taktikpool, drei Kommandomarker mit der Schiffsseite nach oben in seinen Flottenpool und zwei Kommandomarker in seinen Strategiepool auf den Kommandobogen. Zuletzt zieht jeder Spieler eine geheime Auftragskarte.

### Spielverlauf

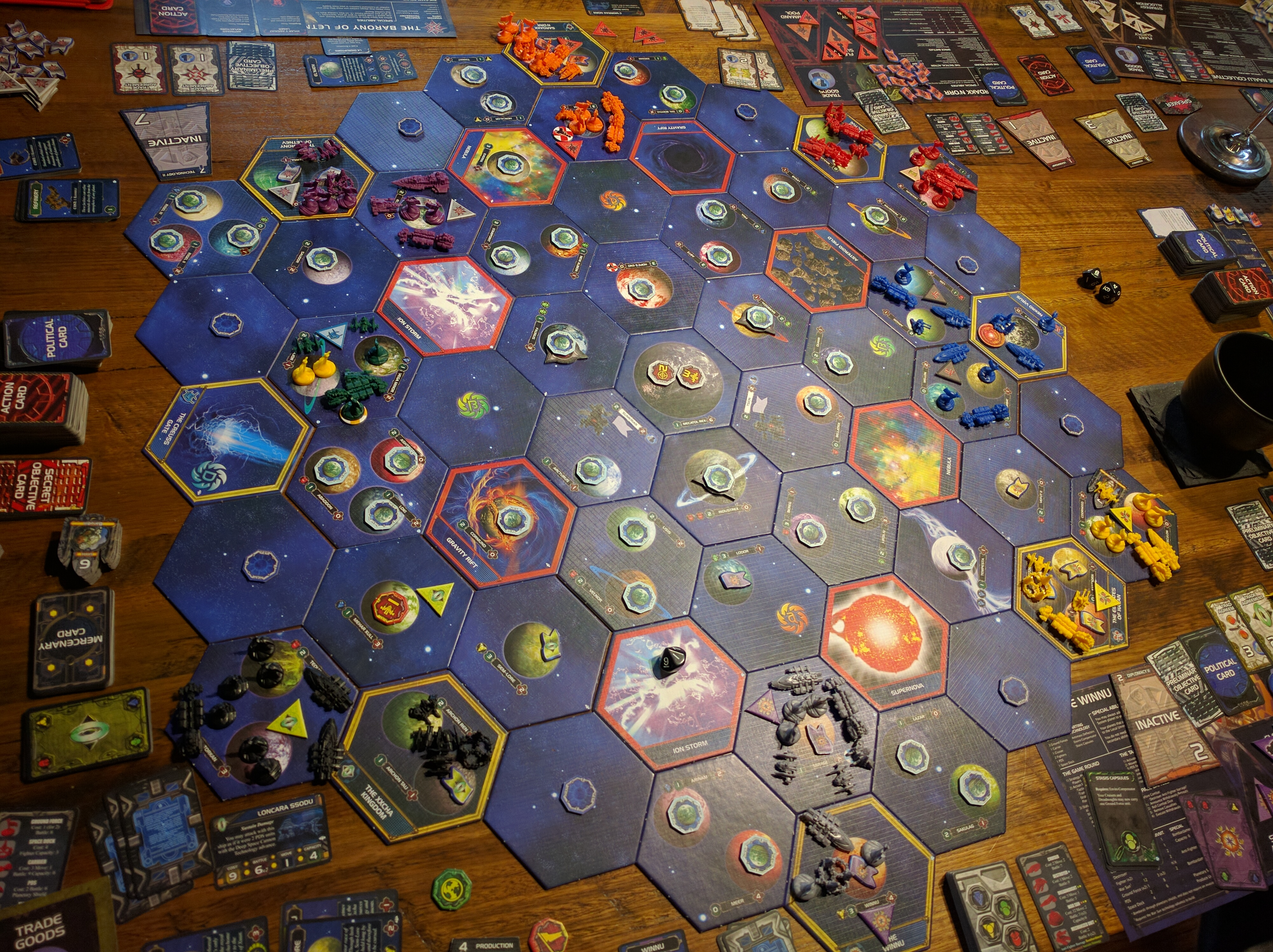
Spielanfang (3. Edition, englisch)

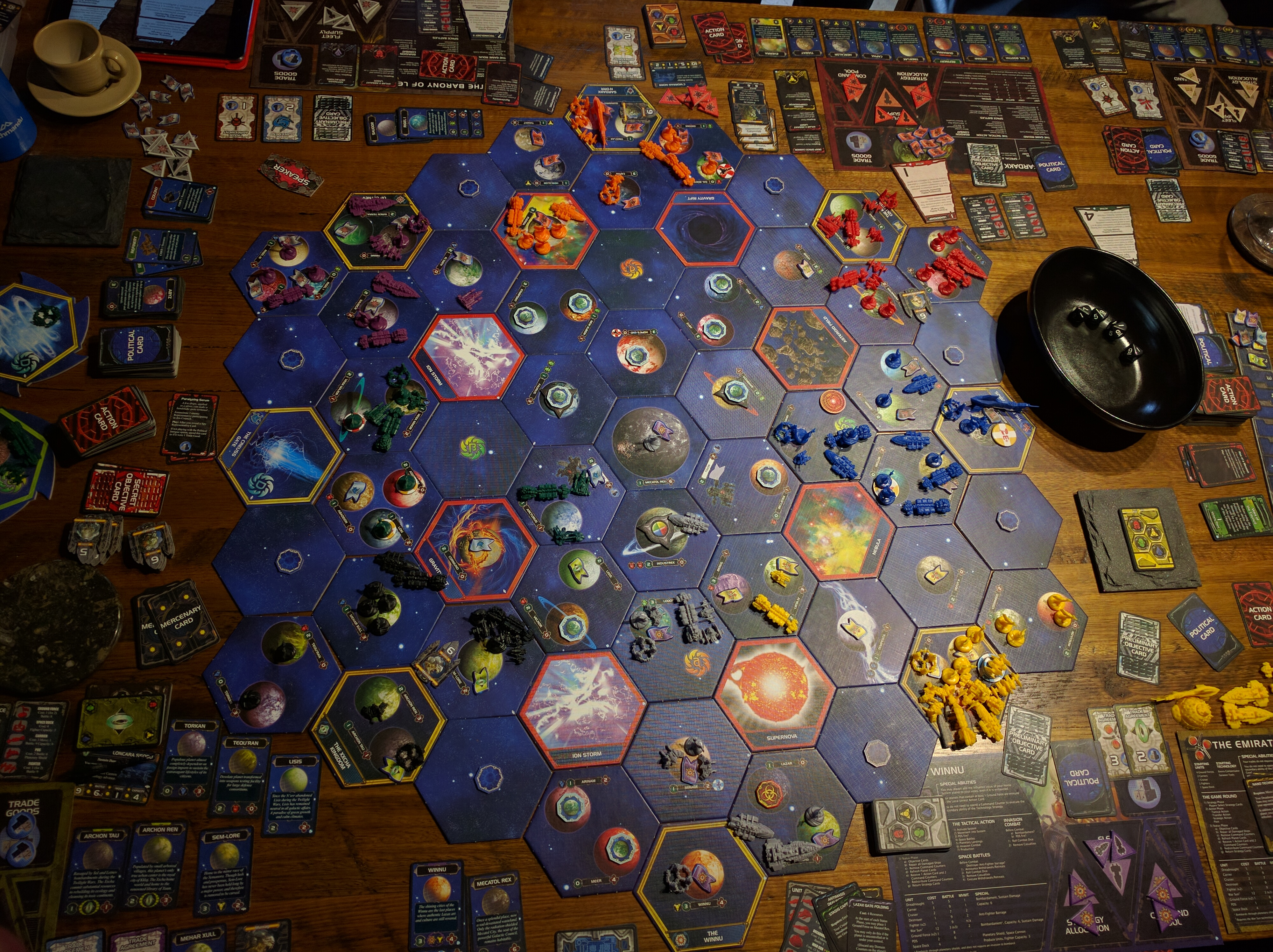
Mittlerer Spielverlauf (3. Edition, englisch)

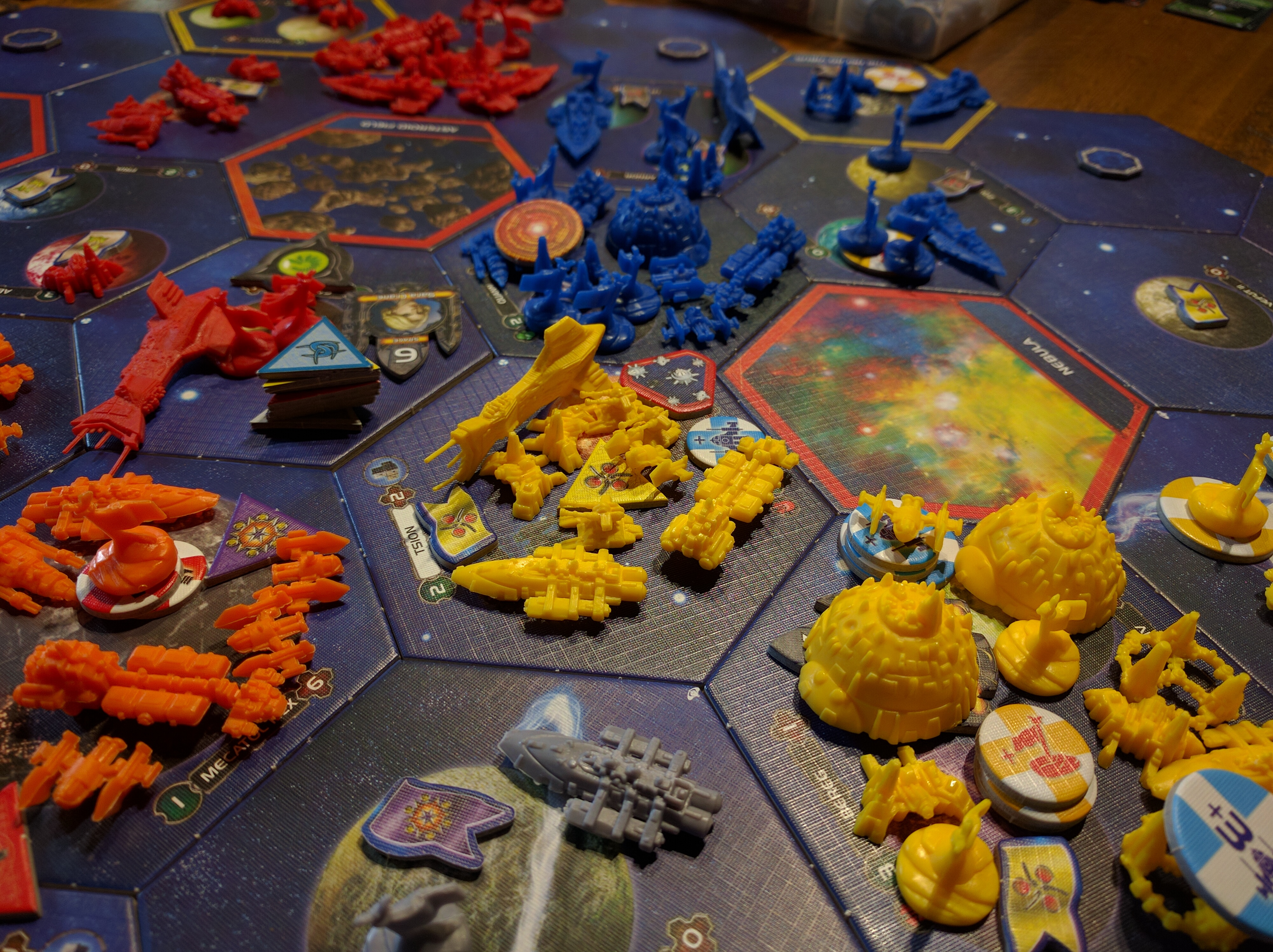
Später Spielverlauf (3. Edition, englisch)

Das Spiel wird über mehrere Spielrunden gespielt, die aus jeweils vier Phasen bestehen. Dabei wählt in der Strategiephase abhängig von der Spieleranzahl jeder Spieler eine oder mehrere Strategiekarte(n) aus dem zentralen Pool aus. Die Strategiekarten können sie während der Aktionsphase verwenden. Zudem wird über die Wahl die Zugreihenfolge in der Aktionsphase der jeweiligen Runde festgelegt. Jede Strategiekarte hat eine Zahl, welche die Zugreihenfolge für diese Spielrunde vorgibt. In der Aktionsphase selbst findet ein Großteil des aktiven Spielgeschehens statt. In dieser Phase werden etwa Einheiten produziert und bewegt, Handel getrieben, Technologien entwickelt und Strategiekarten eingesetzt. Nach Abschluss der Aktionsphase folgt die Statusphase, in der mehrere Organisationsschritte durchgeführt werden, um die nächste Spielrunde vorzubereiten. Während der finalen Agendaphase stimmen die Spieler über politische Agenden ab, die sich langfristig auf das Spielgeschehen auswirken. Diese letzte Phase wird erst dann zum Spiel hinzugefügt, nachdem ein Spieler die Kontrolle über den Zentralplaneten Mecatol Rex erlangt hat.
Die während der Strategiephase gewählten Strategiekarten ermöglichen den Spielern in der Aktionsphase je eine individuelle Aktion mit einem speziellen Fokus:
1. Führungsstärke: Der Spieler kann mehr Kommandomarker erhalten, wodurch er in der Aktionsphase mehr Aktionen durchführen kann.
2. Diplomatie: Der Spieler kann ein System vor Angriffen schützen.
3. Politik: Der Spieler kann Aktionskarten ziehen, die er zu verschiedenen Phasen des Spiels einsetzen kann.
4. Infrastruktur: Der Spieler kann Raumwerften zum Bau neuer Einheiten oder Bodenkanonen zum Schutz seiner Planeten errichten.
5. Handel: Der Spieler kann Handelswaren und Massenprodukte erhalten, um Handel mit anderen Mitspielern zu betreiben.
6. Kriegsführung: Der Spieler kann Einheiten produzieren und Schiffe zwei Mal mehrfach bewegen.
7. Technologie: Der Spieler kann Technologien entwickeln und damit seine technologische Entwicklung vorantreiben.
8. Imperium: Der Spieler kann geheime Aufträge bekommen und bekommt als Besetzer des Zentralplaneten einen zusätzlichen Siegpunkt.

Die gewählten Karten platzieren die Spieler offen neben dem Fraktionsbogen. Die anschließende Aktionsphase ist die Hauptphase des Spiels. Die Spieler können Einheiten produzieren, Schiffe bewegen, Strategien umsetzen und mit anderen Spielern interagieren. Dabei führen die Spieler in der Initiativreihenfolge reihum immer jeweils eine Aktion aus. Sie endet, wenn jeder Spieler gepasst und damit signalisiert hat, dass er keine Aktion mehr durchführen wird.
Während der Aktionsphase kann ein Spieler Taktikaktionen, Strategieaktionen und Materialaktionen durchführen. Zu den Taktikaktionen gehört die Bewegung von Schiffen, die Initiierung von Kämpfen, die Einnahme von Planeten oder auch die Produktion von Einheiten. Zur Durchführung einer Taktikaktion muss ein Spieler einen Kommandomarker aus seinem Taktikpool nutzen, um ein System auf dem Spielplan zu aktivieren. Danach darf er beliebig viele Einheiten abhängig von deren Reichweite in das System bewegen, die wiederum Bodentruppen transportieren können. Dringen Einheiten in ein System ein, in dem andere Einheiten anderer Spieler stehen, lösen sie einen Raumkampf aus, der entsprechend der Kampfregeln in den Spielregeln durchgeführt wird. Der aktive Spieler kann zudem Bodentruppen zur Landung auf die Planeten des aktiven Systems entsenden und kann dort Bodenkämpfe auslösen. Wenn der aktive Spieler eine Raumwerft im aktiven System hat, kann er Ressourcen ausgeben, um hier Einheiten zu produzieren. Die Anzahl der eigenen Einheiten in einem System ist dabei durch die Kommandomarker im Flottenpool vorgegeben. Als Strategieaktionen nutzen die Spieler die Aktionen der von ihnen gewählten Strategiekarten. Der aktive Spieler kann die Primärfähigkeit seiner Strategiekarte nutzen, danach darf jeder andere Spieler die Sekundärfähigkeit nutzen, indem er einen Kommandomarker aus seiner Strategiezone einsetzt. Ein Spieler darf während der Aktionsphase nicht passen, solange seine Strategiekarte nicht eingesetzt wurden. Hat ein Spieler bereits gepasst, kann er immer noch die Sekundärfähigkeit der Strategiekarten anderer Spieler abhandeln. Zudem darf ein Spieler Materialaktionen durchführen, die auf Spielmaterialien wie Aktionskarten, Fraktionsbögen oder Technologiekarten verfügbar sind.
Nach der Aktionsphase folgt die Statusphase, in der die Rundenwertungen stattfinden und die Materialien für die nächste Runde vorbereitet werden. Zuerst die Spieler in Initiativreihenfolge bis zu einen öffentlichen und einen geheimen Auftrag werten, deren Anforderungen sie erfüllen. Danach wird die nächste nichtaufgedeckte öffentliche Auftragskarte aufgedeckt. Anschließend zieht jeder Spieler eine Karte vom Aktionskartenstapel und entfernt alle seine Kommandomarker vom Spielplan, danach erhält jeder zwei Kommandomarker aus seinem Nachschub und darf beliebig viele Kommandomarker auf seinem Kommandobogen umverteilen. Zuletzt macht alle seine erschöpften Planeten-, Technologie- und Strategiekarten wieder spielbereit.
Nachdem der Hütermarker vom Zentralplaneten Mecatol Rex entfernt worden ist, folgt für den Rest des Spiels in jeder Spielrunde eine weitere Phase nach der Statusphase, die Agendaphase. In dieser Phase tagt der Galaktische Rat und die Spieler stimmen über je Agendakarten ab, die als Verordnungen und Gesetze das Spiel beeinflussen. Danach beginnt eine neue Spielrunde mit der Strategiephase.

### Spielende
Das Spiel endet, sobald ein Spieler eine vorher abgestimmte Anzahl von 10 oder 14 Siegpunkten erreicht hat. Die Siegpunkte kann er dabei durch das Erfüllen von öffentlichen und geheimen Aufträgen während der Strategiephasen sowie durch die Strategiekarten „Imperium“ während der Aktionsphase erhalten. Das Spiel endet vorzeitig, wenn keine neuen Auftragskarten aufgedeckt werden können. Sobald der Sprecher eine Auftragskarte aufdecken müsste, dies aber nicht tun kann, endet das Spiel und der Spieler mit den meisten Siegpunkten gewinnt. Bei Gleichstand gewinnt der Spieler mit den meisten Siegpunkten, der weiter vorne in der Initiativreihenfolge ist.

## Ausgaben und Bewertung
Twilight Imperium wurde von dem US-amerikanischen Spieleautor Christian T. Petersen entwickelt und erschien zuerst 1997 bei dessen Spieleverlag Fantasy Flight Games. Die Gestaltung des Spiels stammte von Bill Heagy und es gab neben der englischsprachigen Version keine Übersetzungen. In den Folgejahren erschienen mit Twilight Imperium: Borderlands (1997), Twilight Imperium: Distant Suns (1998), Twilight Imperium: Twilight Armada (1998) und Twilight Imperium: The Outer Rim (1998) mehrere Erweiterungen für das Spiel. Eine von Petersen selbst gestaltete zweite Ausgabe des Spiels erschien 2000 mit der Erweiterung Twilight Imperium: Hope's End 2001. Diese wurde von Astrel Games auf Russisch veröffentlicht. Eine weitere Überarbeitung folgte für die dritte Ausgabe des Spiels im Jahr 2005. Das Spiel wurde grafisch von Scott Schomburg, Brian Schomburg und Tyler Walpole und wieder von Fantasy Flight Games publiziert. Mit Twilight Imperium: Shattered Empire (2006) und Twilight Imperium: Shards of the Throne (2011) folgten zwei Erweiterungen.
Die bislang letzte und umfangreichste Ausgabe des nun durch Dane Beltrami und Corey Konieczka überarbeiteten Spiels erschien 2017 mit der vierten Edition, die zudem international durch den neuen Besitzer von Fantasy Flight Games, Asmodee, in verschiedenen Sprachen veröffentlicht wurde. So erschien das Spiel 2018 bei Edge Entertainment auf Spanisch, bei Hobby World auf Russisch, bei Galápagos Jogos auf Portugiesisch, bei ADC Blackfire Entertainment auf Tschechisch, bei Galakta auf Polnisch, bei Arclight auf Japanisch, bei Playfun Games auf Chinesisch und bei Fantasy Flight/Asmodee auf Englisch, Französisch, Italienisch und auf Deutsch.

## Belege
1. 1 2 3 4 5 6 7 8 9 10 11 12 13  Twilight Imperium, Spielregeln der 4. Edition, Asmodie 2017; abgerufen am 22. Januar 2022.
2. ↑  Versionen von Twilight Imperium in der Spieledatenbank BoardGameGeek; abgerufen am 22. Januar 2022.
3. 1 2 3  Game: Twilight Imperium in der Spieledatenbank BoardGameGeek; abgerufen am 22. Januar 2022.
4. ↑  Versionen von Twilight Imperium, 2nd Edition in der Spieledatenbank BoardGameGeek; abgerufen am 22. Januar 2022.
5. ↑  Versionen von Twilight Imperium, 3rd Edition in der Spieledatenbank BoardGameGeek; abgerufen am 22. Januar 2022.
6. ↑  Versionen von Twilight Imperium, 4th Edition in der Spieledatenbank BoardGameGeek; abgerufen am 22. Januar 2022.